# Radsport auf Briefmarken der Deutschen Post der DDR
Der Radsport in der DDR wurde auf mehreren Briefmarken der Deutschen Post der DDR gewürdigt und war eine der am häufigsten dargestellten Sportarten auf Sondermarken der DDR.

## Statistik
Die meisten Ausgaben gab es zur Ehrung der „Internationalen Friedensfahrt“
- Von 1952 bis 1957 wurde in jedem Jahr mindestens eine Sondermarke ausgegeben (Friedensfahrt 5 bis 10)
- danach nur noch im Abstand von fünf Jahren (Friedensfahrt 15 und 20)
- Die letzte Ausgabe gab es 1977 zur 30. Friedensfahrt

Auf Briefmarken zu den Olympischen Spielen wurde Radsport fünfmal dargestellt.
Drei Sondermarken zum Thema gab es außerhalb der oben genannten Ereignisse.

## Liste der Ausgaben und Radsportmotive
Legende
- Bild: Eine bearbeitete Abbildung der genannten Marke. Das Verhältnis der Größe der Briefmarken zueinander ist in diesem Artikel annähernd maßstabsgerecht dargestellt. Sollten keine Marken abgebildet sein, liegt es daran, dass das Urheberrecht des Künstlers noch nicht erloschen ist.
- Beschreibung: Eine Kurzbeschreibung des Motivs und/oder des Ausgabegrundes. Bei ausgegebenen Serien oder Blocks werden die zusammengehörigen Beschreibungen mit einer Markierung versehen eingerückt.
- Wert: Der Frankaturwert der einzelnen Marke in Pfennig. Ein „+“ bedeutet, dass es sich um eine Zuschlagsmarke handelt (= Frankaturwert + Spende).
- Ausgabedatum: Das Datum des erstmaligen Verkaufs dieser Briefmarke.
- Gültig bis: Das Datum, an dem die Gültigkeit endete.
- Auflage: Soweit bekannt, wird hier die zum Verkauf angebotene Anzahl dieser Ausgabe angegeben.
- Entwurf: Soweit bekannt, wird hier angegeben, von wem der Entwurf dieser Marke stammt.
- Mi.-Nr.: Diese Briefmarke wird im Michel-Katalog unter der entsprechenden Nummer gelistet.

| „Internationale Friedensfahrt“ | |                |                 |                   |                                       |                                       |         |
| Bild                           | Beschreibung | Wert           | Ausgabe- datum  | Gültig bis        | Auflage                               | Entwurf                               | Mi.-Nr. |
|                                | V. Internationale Radfernfahrt für den Frieden Warschau – Berlin – Prag - Radrennfahrer auf der Strecke | 12             | 5. Mai 1952     | 31. Januar 1953   | 2.000.000                             | Heinz Weber                           | 307     |
|                                | VI. Internationale Radfernfahrt für den Frieden Prag – Berlin – Warschau - Radrennfahrer auf der Strecke | 24             | 2. Mai 1953     | 31. Dezember 1953 | 4.000.000                             | Kurt Eigler                           | 355     |
|                                | - Radrennfahrer auf der Strecke | 35             | 2. Mai 1953     | 31. Dezember 1953 | 2.500.000                             | Kurt Eigler                           | 356     |
|                                | - Radrennfahrer auf der Strecke | 60             | 2. Mai 1953     | 31. Dezember 1953 | 2.500.000                             | Kurt Eigler                           | 357     |
|                                | VII. Internationale Radfernfahrt für den Frieden Warschau – Berlin – Prag - Radrennfahrer bei einer Ortsdurchfahrt | 12             | 30. April 1954  | 30. Juni 1955     | 3.000.000                             | Bruno Petersen                        | 426     |
|                                | - Radrennfahrer auf der Strecke | 24             | 30. April 1954  | 30. Juni 1955     | 3.000.000                             | Bruno Petersen                        | 427     |
|                                | VIII. Internationale Radfernfahrt für den Frieden Prag – Berlin – Warschau - Radrennfahrer, Wappen von Prag, Berlin, Warschau | 10             | 30. April 1955  | 31. Dezember 1956 | 3.000.000                             | Bruno Petersen                        | 470     |
|                                | - Radrennfahrer, Wappen von Prag, Berlin, Warschau | 20             | 30. April 1955  | 31. Dezember 1956 | 3.000.000                             | Bruno Petersen                        | 471     |
|                                | IX. Internationale Radfernfahrt für den Frieden Warschau – Berlin – Prag - Hand mit Lorbeerzweig vor einem Speichenrad | 10             | 30. April 1956  | 31. März 1958     | 5.000.000                             | Bruno Petersen                        | 521     |
|                                | - Wappen von Prag, Berlin, Warschau vor einem Speichenrad | 20             | 30. April 1956  | 31. März 1958     | 5.000.000                             | Bruno Petersen                        | 522     |
|                                | X. Internationale Radfernfahrt für den Frieden Prag – Berlin – Warschau Auf der Streckendarstellung wurde die dritte Etappe vergessen. Streckenskizze mit Wahrzeichen der Landeshauptstädte (Karlsbrücke, Rotes Rathaus, Kulturpalast) | 5              | 30. April 1957  | 31. März 1959     | 9.000.000                             | Bruno Petersen                        | 568     |
|                                | XV. Internationale Radfernfahrt für den Frieden Berlin – Prag – Warschau - Radrennfahrer vor der Prager Burg | 10             | 26. April 1962  | 31. März 1964     | 8.000.000                             | Lothar Grünewald                      | 886     |
|                                | - Radrennfahrer mit den Nationalmannschafts-Trikots vor dem Kulturpalast in Warschau | 20+10          | 26. April 1962  | 31. März 1964     | 6.000.000                             | Lothar Grünewald                      | 887     |
|                                | - Radrennfahrer im Gelben Trikot vor dem Roten Rathaus in Berlin | 25             | 26. April 1962  | 31. März 1964     | 1.000.000                             | Lothar Grünewald                      | 888     |
|                                | XX. Internationale Radfernfahrt für den Frieden Warschau – Berlin – Prag - Stadtwappen von Warschau, Berlin und Prag vor drei Rädern, stilisierte Tauben                                                                               | 10             | 10. Mai 1967    | 2. Oktober 1990   | 14.000.000                            | Annemarie Wegner und Marja Baumann    | 1278    |
|                                | - Radrennfahrer, stilisierte Tauben | 25             | 10. Mai 1967    | 2. Oktober 1990   | 1.500.000                             | Annemarie Wegner und Marja Baumann    | 1279    |
|                                | 30. Internationale Radfernfahrt für den Frieden Warschau-Berlin-Prag Die folgenden drei Marken wurden als Zusammendruck ausgegeben: - Radwechsel                                                                                       | 10             | 19. April 1977  | 2. Oktober 1990   | 3.000.000                             | Berthold Lindner und Robert Diedrichs | 2216    |
| - Spurt                        | 20 | 19. April 1977 | 2. Oktober 1990 | 3.000.000         | Berthold Lindner und Robert Diedrichs | 2217                                  |         |
| - Zieldurchfahrt               | 35 | 19. April 1977 | 2. Oktober 1990 | 3.000.000         | Berthold Lindner und Robert Diedrichs | 2218                                  |         |
| Olympische Spiele              | |                |                 |                   |                                       |                                       |         |
| Bild                           | Beschreibung | Wert           | Ausgabe- datum  | Gültig bis        | Auflage                               | Entwurf                               | Mi.-Nr  |
|                                | Olympische Sommerspiele 1964, Tokio (I) - Radrennen | 5              | 15. Juli 1964   | 2. Oktober 1990   | 4.000.000                             | Gerhard Stauf                         | 1033    |
|                                | Olympische Sommerspiele 1964, Tokio (II) Die folgenden sechs Marken wurden als Zusammendruck in Sechserblockanordnung ausgegeben: - Kunstspringen                                                                                      | 10             | 15. Juli 1964   | 2. Oktober 1990   | 2.000.000                             | Axel Bengs und Rudolf Skribelka       | 1039    |
| - Springreiten                 | 10+5 | 15. Juli 1964  | 2. Oktober 1990 | 2.000.000         | Axel Bengs und Rudolf Skribelka       | 1040                                  |         |
| - Volleyball                   | 10 | 15. Juli 1964  | 2. Oktober 1990 | 2.000.000         | Axel Bengs und Rudolf Skribelka       | 1041                                  |         |
| - Bahnradsport                 | 10 | 15. Juli 1964  | 2. Oktober 1990 | 2.000.000         | Axel Bengs und Rudolf Skribelka       | 1042                                  |         |
| - Langstreckenlauf             | 10+5 | 15. Juli 1964  | 2. Oktober 1990 | 2.000.000         | Axel Bengs und Rudolf Skribelka       | 1043                                  |         |
| - Judo                         | 10 | 15. Juli 1964  | 2. Oktober 1990 | 2.000.000         | Axel Bengs und Rudolf Skribelka       | 1044                                  |         |
|                                | Olympische Sommerspiele 1976, Montreal - Radrennfahrer bei der kleinen Friedensfahrt | 5              | 18. Mai 1976    | 2. Oktober 1990   | 6.000.000                             | Joachim Rieß                          | 2126    |
|                                | Olympische Sommerspiele 1980, Moskau (II) - Spurt, Bronzeplastik von Siegfried Schreiber | 50             | 8. Juli 1980    | 2. Oktober 1990   | 2.100.000                             | Manfred Gottschall                    | 2530    |
|                                | Olympische Sommerspiele 1988, Seoul - Radsport | 50+20          | 9. August 1988  | 2. Oktober 1990   | 3.000.000                             | Hans Detlefsen                        | 3188    |
| Weitere Sondermarken           | |                |                 |                   |                                       |                                       |         |
| Bild                           | Beschreibung | Wert           | Ausgabe- datum  | Gültig bis        | Auflage                               | Entwurf                               | Mi.-Nr  |
|                                | Radweltmeisterschaften 1960 in Leipzig, Chemnitz, Hohenstein-Ernstthal - Radrennfahrer im Weltmeister-Trikot | 20+10          | 14. März 1960   | 31. März 1962     | 4.000.000                             | Engelbert Schoner                     | 779     |
|                                | - Bahnradfahrer | 25+10          | 14. März 1960   | 31. März 1962     | 1.100.000                             | Engelbert Schoner                     | 780     |
|                                | Kinder- und Jugendspartakiade, Berlin - Radrennen | 10             | 3. Juli 1979    | 2. Oktober 1990   | 16.000.000                            | Lutz Lüders                           | 2433    |
| Radrennfahrer                  | |                |                 |                   |                                       |                                       |         |
| Bild                           | Beschreibung | Wert           | Ausgabe- datum  | Gültig bis        | Auflage                               | Entwurf                               | Mi.-Nr  |
|                                | Erhaltung der Nationalen Mahn- und Gedenkstätten: Sportler, KZ-Opfer (I) Diese Marke wurde als Zusammendruck mit einem rechts anliegenden Zierfeld ausgegeben: - Albert Richter (1912–1940), Radrennfahrer                             | 15+5           | 27. Mai 1963    | 31. März 1965     | 2.500.000                             | Gerhard Stauf                         | 960     |